# Coordenadas elipsoidales

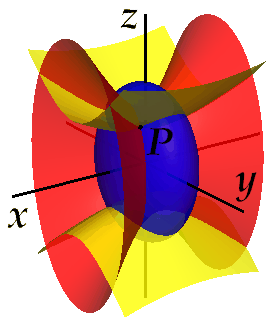
Superficies coordenadas del sistema de coordenadas elipsoidal (η,θ,λ) con a=60 y b=40. El elipsoide azul corresponde a η=70, el hiperboloide rojo de una hoja corresponde a θ=50 y el hiperboloide amarillo de dos hojas corresponde a λ=30

Las coordenadas elipsoidales son un sistema de referencia tridimensional ortogonal, que generaliza el sistema de coordenadas elípticas bidimensional. A diferencia de la mayoría de los sistemas de coordenadas tridimensionales ortogonales que emplean funciones cuadráticas, el sistema de coordenadas elipsoidales se basa en secciones cónicas confocales.

## Fórmulas básicas

Sistema de coordenadas elipsoidal triaxial

Las coordenadas cartesianas {\displaystyle (x,y,z)} se pueden obtener a partir de las coordenadas elipsoidales {\displaystyle (\lambda ,\mu ,\nu )} mediante las ecuaciones
{\displaystyle x^{2}={\frac {\left(a^{2}+\lambda \right)\left(a^{2}+\mu \right)\left(a^{2}+\nu \right)}{\left(a^{2}-b^{2}\right)\left(a^{2}-c^{2}\right)}}}
{\displaystyle y^{2}={\frac {\left(b^{2}+\lambda \right)\left(b^{2}+\mu \right)\left(b^{2}+\nu \right)}{\left(b^{2}-a^{2}\right)\left(b^{2}-c^{2}\right)}}}
{\displaystyle z^{2}={\frac {\left(c^{2}+\lambda \right)\left(c^{2}+\mu \right)\left(c^{2}+\nu \right)}{\left(c^{2}-b^{2}\right)\left(c^{2}-a^{2}\right)}}}
donde se aplican los siguientes límites a las coordenadas
{\displaystyle -\lambda <c^{2}<-\mu <b^{2}<-\nu <a^{2}.}
En consecuencia, las superficies de {\displaystyle \lambda } constante son elipsoides
{\displaystyle {\frac {x^{2}}{a^{2}+\lambda }}+{\frac {y^{2}}{b^{2}+\lambda }}+{\frac {z^{2}}{c^{2}+\lambda }}=1,}
mientras que las superficies de {\displaystyle \mu } constante son hiperboloides de una hoja
{\displaystyle {\frac {x^{2}}{a^{2}+\mu }}+{\frac {y^{2}}{b^{2}+\mu }}+{\frac {z^{2}}{c^{2}+\mu }}=1,}
porque el último término en la parte izquierda de la ecuación es negativo, y las superficies de {\displaystyle \nu } constante son hiperboloides de dos hojas
{\displaystyle {\frac {x^{2}}{a^{2}+\nu }}+{\frac {y^{2}}{b^{2}+\nu }}+{\frac {z^{2}}{c^{2}+\nu }}=1}
porque los dos últimos términos en la parte izquierda de la ecuación son negativos.
El sistema ortogonal de cuádricas utilizado para las coordenadas elipsoidales es confocal.
Para que esto sea posible, se debe cumplir que
{\displaystyle 0\leq \lambda ^{2}<b^{2}<\theta ^{2}<a^{2}<\eta ^{2}}
Los cuadrados de las coordenadas se pueden determinar a partir de las tres ecuaciones anteriores:
{\displaystyle x^{2}={\frac {(\eta ^{2}-a^{2})(\theta ^{2}-a^{2})(\lambda ^{2}-a^{2})}{a^{2}(a^{2}-b^{2})}},\;y^{2}={\frac {(\eta ^{2}-b^{2})(\theta ^{2}-b^{2})(\lambda ^{2}-b^{2})}{b^{2}(b^{2}-a^{2})}},\;z^{2}=\left({\frac {\eta \theta \lambda }{ab}}\right)^{2}}
Las coordenadas se pueden representar con las tres funciones jacobianas básicas {\displaystyle {\rm {sn}}(\alpha ,k),\,{\rm {cn}}(\beta ,k'),\,{\rm {dn}}(\gamma ,k)}, seno–, coseno– o delta ampliada con el módulo elíptico {\displaystyle k=b/a} y el parámetro complementario {\displaystyle k'={\sqrt {1-k^{2}}}=:d/a,d:={\sqrt {a^{2}-b^{2}}}} en función de tres parámetros α, β y γ:: 663 
{\displaystyle {\begin{pmatrix}x\\y\\z\end{pmatrix}}={\frac {a}{{\rm {cn}}(\alpha ,k)}}{\begin{pmatrix}k'\,{\rm {sn}}(\alpha ,k)\,{\rm {sn}}(\beta ,k')\,{\rm {dn}}(\gamma ,k)\\k'\,{\rm {cn}}(\beta ,k')\,{\rm {cn}}(\gamma ,k)\\{\rm {dn}}(\alpha ,k)\,{\rm {dn}}(\beta ,k')\,{\rm {sn}}(\gamma ,k)\\\end{pmatrix}},\;{\begin{pmatrix}\eta \\\theta \\\lambda \end{pmatrix}}={\frac {a}{{\rm {cn}}(\alpha ,k)}}{\begin{pmatrix}{\rm {dn}}(\alpha ,k)\\{\rm {cn}}(\alpha ,k)\,{\rm {dn}}(\beta ,k')\\k\,{\rm {cn}}(\alpha ,k)\,{\rm {sn}}(\gamma ,k)\end{pmatrix}}}
En esta representación debe recordarse que θ≥0 y que {\displaystyle z={\tfrac {\eta \theta \lambda }{ab}}}.

## Factores métricos, trayectoria y elementos de área y volumen
Los vectores de una base covariante de la forma {\displaystyle {\vec {r}}=(x,y,z)^{\top }} se expresan como
{\displaystyle {\vec {g}}_{\eta }:={\frac {\partial {\vec {r}}}{\partial \eta }}={\begin{pmatrix}{\frac {\eta x}{\eta ^{2}-a^{2}}}\\{\frac {\eta y}{\eta ^{2}-b^{2}}}\\{\frac {z}{\eta }}\end{pmatrix}},\;{\vec {g}}_{\theta }:={\frac {\partial {\vec {r}}}{\partial \theta }}={\begin{pmatrix}-{\frac {\theta x}{a^{2}-\theta ^{2}}}\\{\frac {\theta y}{\theta ^{2}-b^{2}}}\\{\frac {z}{\theta }}\end{pmatrix}},\;{\vec {g}}_{\lambda }:={\frac {\partial {\vec {r}}}{\partial \lambda }}={\begin{pmatrix}-{\frac {\lambda x}{a^{2}-\lambda ^{2}}}\\-{\frac {\lambda y}{b^{2}-\lambda ^{2}}}\\{\frac {z}{\lambda }}\end{pmatrix}}}
que como es lógico son perpendiculares entre sí, y en este orden forman un sistema ortogonal. Los factores métricos son las dimensiones de los vectores de base covariantes:: 663 
{\displaystyle h_{\eta }={\sqrt {\frac {(\eta ^{2}-\theta ^{2})(\eta ^{2}-\lambda ^{2})}{(\eta ^{2}-a^{2})(\eta ^{2}-b^{2})}}},\;h_{\theta }={\sqrt {\frac {(\theta ^{2}-\eta ^{2})(\theta ^{2}-\lambda ^{2})}{(\theta ^{2}-a^{2})(\theta ^{2}-b^{2})}}},\;h_{\lambda }={\sqrt {\frac {(\lambda ^{2}-\eta ^{2})(\lambda ^{2}-\theta ^{2})}{(\lambda ^{2}-a^{2})(\lambda ^{2}-b^{2})}}}}
En consecuencia, el sistema de coordenadas elipsoidal ortogonal es
{\displaystyle {\begin{aligned}{\hat {c}}_{\eta }:=&{\sqrt {\frac {(\eta ^{2}-a^{2})(\eta ^{2}-b^{2})}{(\eta ^{2}-\theta ^{2})(\eta ^{2}-\lambda ^{2})}}}{\begin{pmatrix}{\frac {\eta x}{\eta ^{2}-a^{2}}}\\{\frac {\eta y}{\eta ^{2}-b^{2}}}\\{\frac {z}{\eta }}\end{pmatrix}}\\{\hat {c}}_{\theta }:=&{\sqrt {\frac {(\theta ^{2}-a^{2})(\theta ^{2}-b^{2})}{(\theta ^{2}-\eta ^{2})(\theta ^{2}-\lambda ^{2})}}}{\begin{pmatrix}-{\frac {\theta x}{a^{2}-\theta ^{2}}}\\{\frac {\theta y}{\theta ^{2}-b^{2}}}\\{\frac {z}{\theta }}\end{pmatrix}}\\{\hat {c}}_{\lambda }:=&{\sqrt {\frac {(\lambda ^{2}-a^{2})(\lambda ^{2}-b^{2})}{(\lambda ^{2}-\eta ^{2})(\lambda ^{2}-\theta ^{2})}}}{\begin{pmatrix}-{\frac {\lambda x}{a^{2}-\lambda ^{2}}}\\-{\frac {\lambda y}{b^{2}-\lambda ^{2}}}\\{\frac {z}{\lambda }}\end{pmatrix}}\end{aligned}}}
Los elementos de arco, área y volumen dan como resultado:: 18  : 392 
{\displaystyle {\begin{aligned}{\rm {d}}{\vec {r}}=&{\vec {g}}_{\eta }{\rm {d}}\eta +{\vec {g}}_{\theta }{\rm {d}}\theta +{\vec {g}}_{\lambda }{\rm {d}}\lambda \\{\rm {d}}s^{2}:=&|{\rm {d}}{\vec {r}}|^{2}={\frac {(\eta ^{2}-\theta ^{2})(\eta ^{2}-\lambda ^{2})}{(\eta ^{2}-a^{2})(\eta ^{2}-b^{2})}}\,{\rm {d}}\eta ^{2}+{\frac {(\theta ^{2}-\eta ^{2})(\theta ^{2}-\lambda ^{2})}{(\theta ^{2}-a^{2})(\theta ^{2}-b^{2})}}\,{\rm {d}}\theta ^{2}+{\frac {(\lambda ^{2}-\eta ^{2})(\lambda ^{2}-\theta ^{2})}{(\lambda ^{2}-a^{2})(\lambda ^{2}-b^{2})}}\,{\rm {d}}\lambda ^{2}\\{\rm {d}}A:=&h_{\eta }h_{\theta }{\hat {c}}_{\lambda }\,{\rm {d}}\eta \,{\rm {d}}\theta +h_{\theta }h_{\lambda }{\hat {c}}_{\eta }\,{\rm {d}}\theta \,{\rm {d}}\lambda +h_{\lambda }h_{\eta }{\hat {c}}_{\theta }\,{\rm {d}}\lambda \,{\rm {d}}\eta \\{\rm {d}}V:=&h_{\eta }h_{\theta }h_{\lambda }\,{\rm {d}}\eta \,{\rm {d}}\theta \,{\rm {d}}\lambda \end{aligned}}}

## Factores de escala y operadores diferenciales
Para abreviar las ecuaciones siguientes, se introduce la función
{\displaystyle S(\sigma )\ {\stackrel {\mathrm {def} }{=}}\ \left(a^{2}+\sigma \right)\left(b^{2}+\sigma \right)\left(c^{2}+\sigma \right)}
donde {\displaystyle \sigma } puede representar cualquiera de las tres variables {\displaystyle (\lambda ,\mu ,\nu )}. Usando esta función, los factores de escala pueden escribirse como
{\displaystyle h_{\lambda }={\frac {1}{2}}{\sqrt {\frac {\left(\lambda -\mu \right)\left(\lambda -\nu \right)}{S(\lambda )}}}}
{\displaystyle h_{\mu }={\frac {1}{2}}{\sqrt {\frac {\left(\mu -\lambda \right)\left(\mu -\nu \right)}{S(\mu )}}}}
{\displaystyle h_{\nu }={\frac {1}{2}}{\sqrt {\frac {\left(\nu -\lambda \right)\left(\nu -\mu \right)}{S(\nu )}}}}
Por lo tanto, el elemento de volumen infinitesimal es igual a
{\displaystyle dV={\frac {\left(\lambda -\mu \right)\left(\lambda -\nu \right)\left(\mu -\nu \right)}{8{\sqrt {-S(\lambda )S(\mu )S(\nu )}}}}\,d\lambda \,d\mu \,d\nu }
y el laplaciano se define por
{\displaystyle {\begin{aligned}\nabla ^{2}\Phi ={}&{\frac {4{\sqrt {S(\lambda )}}}{\left(\lambda -\mu \right)\left(\lambda -\nu \right)}}{\frac {\partial }{\partial \lambda }}\left[{\sqrt {S(\lambda )}}{\frac {\partial \Phi }{\partial \lambda }}\right]\\[1ex]&+{\frac {4{\sqrt {S(\mu )}}}{\left(\mu -\lambda \right)\left(\mu -\nu \right)}}{\frac {\partial }{\partial \mu }}\left[{\sqrt {S(\mu )}}{\frac {\partial \Phi }{\partial \mu }}\right]\\[1ex]&+{\frac {4{\sqrt {S(\nu )}}}{\left(\nu -\lambda \right)\left(\nu -\mu \right)}}{\frac {\partial }{\partial \nu }}\left[{\sqrt {S(\nu )}}{\frac {\partial \Phi }{\partial \nu }}\right]\end{aligned}}}
Otros operadores diferenciales como {\displaystyle \nabla \cdot \mathbf {F} } y {\displaystyle \nabla \times \mathbf {F} } pueden expresarse en las coordenadas {\displaystyle (\lambda ,\mu ,\nu )} sustituyendo los factores de escala en las fórmulas generales que se encuentran en el artículo dedicado a las coordenadas ortogonales.

## Solución de las ecuaciones de Laplace y de Helmholtz
En coordenadas elipsoidales es posible emplear el método de separación de variables para resolver la ecuación de Laplace y la ecuación de Helmholtz.

### Enfoque de Moon y Spencer
El punto de partida para el procedimiento es la matriz de Stäckel: 41 
{\displaystyle \mathbf {S} :={\begin{pmatrix}{\frac {\eta ^{4}}{(\eta ^{2}-b^{2})(\eta ^{2}-a^{2})}}&{\frac {1}{(\eta ^{2}-b^{2})(\eta ^{2}-a^{2})}}&{\frac {\eta ^{2}}{(\eta ^{2}-b^{2})(\eta ^{2}-a^{2})}}\\{\frac {-\theta ^{4}}{(\theta ^{2}-b^{2})(a^{2}-\theta ^{2})}}&{\frac {-1}{(\theta ^{2}-b^{2})(a^{2}-\theta ^{2})}}&{\frac {-\theta ^{2}}{(\theta ^{2}-b^{2})(a^{2}-\theta ^{2})}}\\{\frac {\lambda ^{4}}{(b^{2}-\lambda ^{2})(a^{2}-\lambda ^{2})}}&{\frac {1}{(b^{2}-\lambda ^{2})(a^{2}-\lambda ^{2})}}&{\frac {\lambda ^{2}}{(b^{2}-\lambda ^{2})(a^{2}-\lambda ^{2})}}\end{pmatrix}}}
con el determinante
{\displaystyle S={\frac {(\eta ^{2}-\theta ^{2})(\eta ^{2}-\lambda ^{2})(\theta ^{2}-\lambda ^{2})}{(\eta ^{2}-b^{2})(\eta ^{2}-a^{2})(\theta ^{2}-b^{2})(a^{2}-\theta ^{2})(b^{2}-\lambda ^{2})(a^{2}-\lambda ^{2})}}}
y los menores
{\displaystyle {\begin{aligned}M_{1}=&{\frac {\theta ^{2}-\lambda ^{2}}{(a^{2}-\theta ^{2})(\theta ^{2}-b^{2})(b^{2}-\lambda ^{2})(a^{2}-\lambda ^{2})}}\\M_{2}=&{\frac {\eta ^{2}-\lambda ^{2}}{(\eta ^{2}-a^{2})(\eta ^{2}-b^{2})(b^{2}-\lambda ^{2})(a^{2}-\lambda ^{2})}}\\M_{3}=&{\frac {\eta ^{2}-\theta ^{2}}{(\eta ^{2}-a^{2})(\eta ^{2}-b^{2})(\theta ^{2}-b^{2})(a^{2}-\theta ^{2})}}\end{aligned}}}.
Esto significa que las condiciones necesarias y suficientes para una fácil separabilidad están de acuerdo con la ecuación escalar de Helmholtz
{\displaystyle h_{\eta }^{2}={\frac {S}{M_{1}}},\,h_{\theta }^{2}={\frac {S}{M_{2}}},\,h_{\lambda }^{2}={\frac {S}{M_{3}}}}
y
{\displaystyle {\frac {h_{\eta }h_{\theta }h_{\lambda }}{S}}={\sqrt {(\eta ^{2}-a^{2})(\eta ^{2}-b^{2})}}\cdot {\sqrt {(a^{2}-\theta ^{2})(\theta ^{2}-b^{2})}}\cdot {\sqrt {(b^{2}-\lambda ^{2})(a^{2}-\lambda ^{2})}}}
Los factores de separación {\displaystyle \phi (\eta ,\theta ,\lambda )=H(\eta )\cdot \Theta (\theta )\cdot \Lambda (\lambda )} y las constantes de separación {\displaystyle \alpha _{1,2,3}} se determinan a partir de: 43 
{\displaystyle {\begin{aligned}(\eta ^{2}-a^{2})(\eta ^{2}-b^{2}){\frac {\partial ^{2}H}{\partial \eta ^{2}}}+[2\eta ^{2}-(a^{2}+b^{2})]\eta {\frac {\partial H}{\partial \eta }}+(a_{1}\eta ^{4}+a_{3}\eta ^{2}+a_{2})H=&0\\(a^{2}-\theta ^{2})(\theta ^{2}-b^{2}){\frac {\partial ^{2}\Theta }{\partial \theta ^{2}}}-[2\theta ^{2}-(a^{2}+b^{2})]\theta {\frac {\partial \Theta }{\partial \theta }}-(a_{1}\theta ^{4}+a_{3}\theta ^{2}+a_{2})\Theta =&0\\(a^{2}-\lambda ^{2})(b^{2}-\lambda ^{2}){\frac {\partial ^{2}\Lambda }{\partial \lambda ^{2}}}+[2\lambda ^{2}-(a^{2}+b^{2})]\lambda {\frac {\partial \Lambda }{\partial \lambda }}+(a_{1}\lambda ^{4}+a_{3}\lambda ^{2}+a_{2})\Lambda =&0\end{aligned}}}
En la ecuación de Helmholtz {\displaystyle \Delta \phi +\kappa ^{2}\phi =0} con {\displaystyle \alpha _{1}=\kappa ^{2}} y en la ecuación de Laplace se cumple para {\displaystyle \alpha _{1}=0}.: 6 

### Enfoque de Morse y Feshbach
Otro enfoque: 663  utiliza la matriz de Stäckel
{\displaystyle \mathbf {S} ={\begin{pmatrix}1&{\frac {1}{\eta ^{2}-a^{2}}}&{\frac {1}{(a^{2}-b^{2})(\eta ^{2}-b^{2})}}\\1&{\frac {1}{\theta ^{2}-a^{2}}}&{\frac {1}{(a^{2}-b^{2})(\theta ^{2}-b^{2})}}\\1&{\frac {1}{\lambda ^{2}-a^{2}}}&{\frac {1}{(a^{2}-b^{2})(\lambda ^{2}-b^{2})}}\end{pmatrix}}}
con el determinante
{\displaystyle S={\frac {(\eta ^{2}-\lambda ^{2})(\eta ^{2}-\theta ^{2})(\theta ^{2}-\lambda ^{2})}{(\eta ^{2}-a^{2})(\eta ^{2}-b^{2})(a^{2}-\theta ^{2})(\theta ^{2}-b^{2})(a^{2}-\lambda ^{2})(b^{2}-\lambda ^{2})}}}
y los menores
{\displaystyle {\begin{aligned}M_{1}=&{\frac {\theta ^{2}-\lambda ^{2}}{(a^{2}-\theta ^{2})(\theta ^{2}-b^{2})(a^{2}-\lambda ^{2})(b^{2}-\lambda ^{2})}}\\M_{2}=&{\frac {\eta ^{2}-\lambda ^{2}}{(\eta ^{2}-a^{2})(\eta ^{2}-b^{2})(a^{2}-\lambda ^{2})(b^{2}-\lambda ^{2})}}\\M_{3}=&{\frac {\eta ^{2}-\theta ^{2}}{(\eta ^{2}-a^{2})(\eta ^{2}-b^{2})(a^{2}-\theta ^{2})(\theta ^{2}-b^{2})}}\end{aligned}}}.
Los factores de separación {\displaystyle \phi (\eta ,\theta ,\lambda )=H(\eta )\cdot \Theta (\theta )\cdot \Lambda (\lambda )} y las constantes de separación {\displaystyle \alpha _{1,2,3}} resultan de las ecuaciones diferenciales
{\displaystyle {\begin{aligned}&(\eta ^{2}-a^{2})(\eta ^{2}-b^{2}){\frac {\partial ^{2}H}{\partial \eta ^{2}}}+(2\eta ^{2}-a^{2}-b^{2})\eta {\frac {\partial H}{\partial \eta }}+\dots \\&\qquad \dots +\{\alpha _{1}\eta ^{4}-[\alpha _{1}(a^{2}+b^{2})-\alpha _{2}]\eta ^{2}+(\alpha _{1}a^{2}-\alpha _{2})b^{2}\}H=-\alpha _{3}{\frac {\eta ^{2}-a^{2}}{a^{2}-b^{2}}}H\\&(a^{2}-\theta ^{2})(\theta ^{2}-b^{2}){\frac {\partial ^{2}\Theta }{\partial \theta ^{2}}}-(2\theta ^{2}-b^{2}-a^{2})\theta {\frac {\partial \Theta }{\partial \theta }}+\dots \\&\qquad \dots +[\alpha _{1}(a^{2}-\theta ^{2})(\theta ^{2}-b^{2})-\alpha _{2}(\theta ^{2}-b^{2})]\Theta =-\alpha _{3}{\frac {a^{2}-\theta ^{2}}{a^{2}-b^{2}}}\Theta \\&(a^{2}-\lambda ^{2})(b^{2}-\lambda ^{2}){\frac {\partial ^{2}\Lambda }{\partial \lambda ^{2}}}+(2\lambda ^{2}-b^{2}-a^{2})\lambda {\frac {\partial \Lambda }{\partial \lambda }}+\dots \\&\qquad \dots +[\alpha _{1}(a^{2}-\lambda ^{2})(b^{2}-\lambda ^{2})-\alpha _{2}(b^{2}-\lambda ^{2})]\Lambda =\alpha _{3}{\frac {a^{2}-\lambda ^{2}}{a^{2}-b^{2}}}\Lambda \end{aligned}}}
Aquí también, {\displaystyle \alpha _{1}=\kappa ^{2}} hace que {\displaystyle \Delta \phi +\kappa ^{2}\phi =0} para la ecuación de Helmholtz, y {\displaystyle \alpha _{1}=0} lo hace para la ecuación de Laplace.: 6 
Si {\displaystyle \alpha _{2}} se reemplaza por {\displaystyle {\tfrac {a^{4}\alpha _{1}+\alpha _{2}+a^{2}\alpha _{3}}{a^{2}-b^{2}}}} y {\displaystyle \alpha _{3}} por {\displaystyle -(b^{4}\alpha _{1}+\alpha _{2}+b^{2}\alpha _{3})}, surgen las mismas ecuaciones diferenciales del enfoque de Moon y Spencer. Las ecuaciones diferenciales determinadas con ambos métodos solo se diferencian en el tamaño de la constante de separación {\displaystyle \alpha _{2,3}}.

## Parametrización angular
Existe una parametrización alternativa que sigue de manera parecida la parametrización angular de las coordenadas esféricas:
{\displaystyle x=as\sin \theta \cos \varphi ,}
{\displaystyle y=bs\sin \theta \sin \varphi ,}
{\displaystyle z=cs\cos \theta .}
Aquí, {\displaystyle s>0} parametriza los elipsoides concéntricos alrededor del origen y {\displaystyle \theta \in [0,\pi ]} y {\displaystyle \varphi \in [0,2\pi ]} son los ángulos polares y azimutales habituales de las coordenadas esféricas, respectivamente. El elemento de volumen correspondiente es
{\displaystyle dx\,dy\,dz=abc\,s^{2}\sin \theta \,ds\,d\theta \,d\varphi .}

### Convención inusual
- Landau LD, Lifshitz EM, Pitaevskii LP (1984). Electrodynamics of Continuous Media (Volume 8 of the  Course of Theoretical Physics) (2nd edición). New York: Pergamon Press. pp. 19—29. ISBN 978-0-7506-2634-7. Utiliza coordenadas (ξ, η, ζ), que tienen las unidades de distancia al cuadrado.